# Coleophora spurcata
Coleophora spurcata é uma espécie de mariposa do gênero Coleophora pertencente à família Coleophoridae.